# Яловецкий, Болеслав Антонович
Болеслав (Болеслав-Лаврентий) Антонович Яловецкий (пол. Bolesław Jałowiecki, 10 августа 1846 — 10 июля 1918) — инженер, депутат Государственной думы I созыва от Виленской губернии.

## Биография
Родился в деревне Лынтупы (ныне Поставский район, Витебская область, Республика Беларусь). По национальности поляк, по вероисповеданию католик, дворянин. Из семьи богатых землевладельцев Свенцянского уезда Виленской губернии. Выпускник Виленской гимназии. В 1865 году окончил Николаевское инженерное училище, затем — с отличием Николаевскую инженерную академию (на доске выбито его имя как одного из лучших студентов). Получил в 1870 году чин военного инженера. Проходил стажировку в Чехии и Австрии. Военный инженер, позднее инженер Министерства путей сообщения. Надворный советник. Удостоен личной похвалы Императора за строительство гранитной Адмиралтейской набережной в Петербурге. В 1878—1879 годах в петербургском издательстве вышел его двухтомник «Вода, топливо и паровозные котлы». 
Принимал участие в работах по строительству и использованию железных дорог, служащий различных торгово-промышленных предприятиях. Автор многих технических изобретений, в частности, переносных железных дорог и оборудования к ним системы «Дольберг и Яловецкий». В течение 15 лет был управляющим Александровского механического завода. Конструктор построенного на Александровском заводе специального поезда для царской семьи. Там же по проекту Яловецкого был налажен выпуск вагонов 2-го класса, имевших мягкие пружинные сиденья, или спальные отделения (так называемые кресло-кроватные вагоны). К началу Первой Мировой войны Александровский завод освоил строительство специальных бронированных вагонов и санитарных поездов. Яловецкий долгие годы был председателем правления акционерного общества вагоностроительного завода «Дизель».

### «Король узкоколейки»
В марте 1890 года обратился в Министерство путей сообщения за разрешением на создание 1-го акционерного общества для строительства и эксплуатации частных узкоколейных железных дорог. Документация нового общества была подготовлена совместно с Ф. Е. Енакиевым. Решение было принято 26 марта 1892 года, когда император Александр III утвердил Устав «Первого общества подъездных железных путей России». Это после того, как в феврале 1892 года министром путей сообщения назначили С. Ю. Витте, хорошо знавшего и ценившего Б. А. Яловецкого. Общество начало свою деятельность в январе 1893 года. Правление размещалось в Санкт-Петербурге по адресу: Малая Морская, 5, а позже на Невском проспекте, 11. Первоначальный капитал железнодорожного общества составлял 2 млн рублей, а перед Первой Мировой войной его имущество оценивалось уже в 27 миллионов. Вначале председателем правления был избран подполковник А. А. Померанцев. Но через несколько лет управляющим делами общества, а потом и его директором-распорядителем стал Яловецкий. В начале XX века (точная дата неизвестна) Яловецкий стал председателем правления, оставаясь на этом посту вплоть до Октябрьской революции.
«Первое общество подъездных железных путей России» начало свою деятельность со строительства железнодорожной линии в Виленской губернии   — от станции Свенцяны (родины Яловецкого) до местечка Глубокое (ныне дорога, в основном, на территории Белоруссии). Затем были построены узкоколейки в других районах Белоруссии, в Прибалтике и на Украине (окрестности Житомира, Бердичева и Винницы). Общество занималось также строило переносные рейсовые пути для военных целей и для сельского хозяйства, вагоны и вагонетки, машины для добычи и перевозки торфа, переносные лесопильные заводы.
«Первому обществу подъездных железных путей России» в 1913 году принадлежало более 1 100 верст железнодорожных путей, то есть почти половина российских узкоколеек. Владельцев общества, а позже только Яловецкого стали называть «королём узкоколейки».
Член Правления Русско-Бельгийского металлургического общества и основатель Петровского металлургического завода. В конце жизни действительный статский советник.

### Политическая деятельность
В качестве выборного представителя Свенцянского уезда Виленской губернии принимал участие в разработке оснований для введения земских учреждений в Виленской, Ковенской и Гродненской губерниях. Состоял в правлении Римско-католического благотворительного общества.
В годы первой русской революции Яловецкий стал идеологом и основоположником так называемой литовско-белорусской краевой идеологии. Отстаивал культурные традиции Великого княжества Литовского (или Края), возрождение его государственной самостоятельности. В 1905 году в Вильно на белорусском языке Яловецкий выпустил «Национальный манифест Литвы». В нём были изложены его взгляды, а именно — каждый, кто чувствует себя гражданином Края, принадлежит к «краёвой» нации, или нации литвинов. Последователи краевой идеологии называли себя гражданами Великого княжества Литовского — и только его, и Польшу не считали своей родиной.
14 апреля 1906 избран в Государственную Думу I созыва от общего состава выборщиков Виленского губернского избирательного собрания. Входил в Группу Западных окраин. В Польском коло не состоял. Член Финансовой комиссии. Подписал законопроект «О гражданском равенстве». Участвовал в прениях по аграрному вопросу.
В 1906 году поддержал инициативу епископа фон Роппа по созданию Конституционно-католической партии Литвы и Белоруссии, выступал за автономию Польши с отдельным законодательным собранием. Яловецкий был ближайшим помощником фон Роппа. Судя по воспоминаниям Э. Войниловича, большая часть собраний руководства этой партии проходила на петербургской квартире Яловецкого.
Был советником российского Министерства земледелия, директором акционерного Северного общества русской внешней торговли.
Умер в начале июля 1918 года в Петрограде, видимо, от холеры. Согласно документам, «бывший статский советник» Яловецкий умер в возрасте 80 лет в доме № 3 по Надеждинской улице от «остро-желудочного заболевания». Вероятно, похоронен на холерном петроградском Митрофаньевском кладбище, которое было ликвидировано в 1930-е годы.

## Семья
- Жена — Анжела урождённая Виткевич (Anielą Witkiewicz), родственница Юзефа Пилсудского.
  - Дочь — Ядвига (1875—1951), замужем за Владиславом Жуковским, предпринимателем, депутатом Государственных Дум II и III созывов от Петроковской губернии[4].
  - Сын — Мечислав[англ.] (1876—1962) польский дипломат, автор воспоминаний[5]. Во время Первой Мировой войны служил в звании полковника в Генштабе Российской империи. После революции выехал в Польшу, был назначен делегатом польского правительства в Гданьске в чине министра[6].
  - Дочь — Анжела (Anielą, 1880—?), замужем за Тадеушем Белиной[пол.] (1886—1958)[4]

## Память
- Мыс на Архипелаге Новая Земля, названный так художником и участником экспедиции на Новую Землю (1899—1901) Александром Борисовым[7], которого Яловецкий опекал вместе с генералом А. А. Боголюбовым.
- Бюст на станции Лынтупы в Белоруссии, памятник открыт 1 июля 2007 года[8].